# Guaxupé (kommun)
Guaxupé är en kommun i Brasilien.   Den ligger i delstaten Minas Gerais, i den sydöstra delen av landet, 600 km söder om huvudstaden Brasília. Antalet invånare är 49 491.
Följande samhällen finns i Guaxupé:
- Guaxupé

Omgivningarna runt Guaxupé är en mosaik av jordbruksmark och naturlig växtlighet. Runt Guaxupé är det ganska tätbefolkat, med 155 invånare per kvadratkilometer.